# Барбара Паркър
Барбара Паркър (на английски: Barbara Parker) е американска писателка на бестселъри в жанровете съдебен трилър и криминален роман.

## Биография и творчество
Родена е на 28 януари 1947 г. в Колумбия, Южна Каролина, САЩ. Отраства в Северна Каролина и Флорида. Завършва с бакалавърска степен по театрално изкуство от Университета на Южна Флорида и с диплома по право от Университета на Маями. След дипломирането си работи като адвокат в окръг Дайд, Маями, в продължение на 8 години. През 1977 г. започва работа в голяма адвокатска кантора като помощник адвокат в областта на частното право с цел да се издържа и едновременно да развива писателската си кариера. Пише в свободното си време и по време на пътуване от дома си до центъра на Маями.
През 1993 г. завършва с магистърска степен по творческо писане Международния университет на Флорида, а дипломната ѝ работа става основа на първия ѝ роман.
Първият ѝ роман „Подозрение в невинност“ от поредицата „Гейл Конър и Антъни Куинтана“ е публикуван през 1994 г. Главни герои са двамата адвокати Гейл Конър и Антъни Куинтана, някога противници в делата в съда. Но когато младата Гейл е заподозряна в убийствота на сестра си, помощта на Антъни Куинтана, адвокак кубинец, ѝ е жизнено необходима, за да разкрие виновника и защити собствената си невинност. Романът става бестселър и е номиниран за наградата „Едгар“. През 1997 г. романът е екранизиран в телевизионния филм „Сестри и други чужденци“ с участието на Джоана Кернс, Дебра Фантентино и Джордж Гризард.
Издава общо 12 романа, които ѝ печелят слава на майстор на съспенса.
Член е на Асоциацията на писателите на криминални романи на Америка и е била председател на комитета за членство в продължение на две години.
Страстен противник на режима на Кастро тя три пъти ходи до Куба, за да купува книги, с които помага за кубинските емигранти да основат собствена библиотека.
Барбара Паркър умира след продължително боледуване на 7 март 2009 г. в хоспис до морето в Бока Ратон, Флорида.

## Произведения

### Самостоятелни романи
- Blood Relations (1996)
Кръвни връзки, изд.: ИК „Хермес“, Пловдив (1997), прев. Стоян Медникаров
- Criminal Justice (1997)
Криминално правосъдие, изд.: ИК „Хермес“, Пловдив (1999), прев. Илия Годев
- The Perfect Fake (2006)
Идеалният фалшификат, изд. „Милениум“ (2008), прев. Теодор Михайлов
- The Dark of Day (2008)

### Серия „Гейл Конър и Антъни Куинтана“ (Gail Connor and Anthony Quintana)
1. Suspicion of Innocence (1994)
Подозрение в невинност, изд. „Весела Люцканова“ (1994), прев. Владимир Германов
2. Suspicion of Guilt (1995)
3. Suspicion of Deceit (1998)
4. Suspicion of Betrayal (1999)
Подозрение за измяна, изд.: ИК „Хермес“, Пловдив (2000), прев. Валентина Атанасова
5. Suspicion of Malice (2000)
6. Suspicion of Vengeance (2001)
7. Suspicion of Madness (2003)
8. Suspicion of Rage (2005)

### Екранизации
- 1997 Sisters and Other Strangers – ТВ филм, по романа „Подозрение в невинност“